# دهنو سرفارياب (مقاطعة تشرام)
دهنو سرفارياب (بالفارسية: دهنو سرفاریاب) هي قرية تقع في قسم سرفارياب الريفي (مقاطعة تشرام) في إيران. يقدر عدد سكانها بـ 93 نسمة .